# Challenger de Portoroz 2014
El Tilia Slovenia Open 2014 fue un torneo de tenis profesional jugado en canchas de pista dura. Se disputó la 2ª edición del torneo que formó parte del circuito ATP Challenger Tour 2014. Se llevó a cabo en Portorož, Eslovenia entre el 7 y el 13 de julio de 2014.

## Jugadores participantes del cuadro de individuales

### Cabezas de serie
| País                  | Jugador                  | Ranking1 | N.º |
| --------------------- | ------------------------ | -------- | --- |
| Bandera de Eslovenia  | Blaž Kavčič              | 98       | 1   |
| Bandera de Luxemburgo | Gilles Müller            | 103      | 2   |
| Bandera de Rusia      | Yevgueni Donskoi         | 114      | 3   |
| Bandera de España     | Adrián Menéndez-Maceiras | 169      | 4   |
| Bandera de Francia    | David Guez               | 170      | 5   |
| Bandera de Italia     | Thomas Fabbiano          | 172      | 6   |
| Bandera de Italia     | Flavio Cipolla           | 199      | 7   |
| Bandera de Serbia     | Ilija Bozoljac           | 200      | 8   |

- 1 Se ha tomado en cuenta el ranking del día 30 de junio de 2014.

### Otros participantes
Los siguientes jugadores recibieron una invitación (wild card), por lo tanto ingresan directamente al cuadro principal (WC):
- Aljaz Jakob Kaplja
- Aljaž Radinski
- Tomislav Ternar
- Mike Urbanija

Los siguientes jugadores ingresan al cuadro principal tras disputar el cuadro clasificatorio (Q):
- Tom Kočevar-Desman
- Erik Crepaldi
- Evgeny Karlovskiy
- Fillip Veger

## Jugadores participantes en el cuadro de dobles

### Cabezas de serie
| País                   | Jugador         | País                   | Jugador             | Ranking1 | N.º |
| ---------------------- | --------------- | ---------------------- | ------------------- | -------- | --- |
| Bandera de Rusia       | Victor Baluda   | Bandera de Rusia       | Konstantín Kravchuk | 253      | 1   |
| Bandera de Bielorrusia | Sergey Betov    | Bandera de Bielorrusia | Alexander Bury      | 254      | 2   |
| Bandera de España      | Adrián Menéndez | Bandera de Croacia     | Franko Škugor       | 256      | 3   |
| Bandera de Australia   | Jordan Kerr     | Bandera de Francia     | Fabrice Martin      | 344      | 4   |

- 1 Se ha tomado en cuenta el ranking del día 30 de junio de 2014.

## Campeones

### Individual Masculino
- Blaž Kavčič derrotó en la final a  Gilles Müller por 7-5, 6-74, 6-1.

### Dobles Masculino
- Sergey Betov /  Alexander Bury derrotaron en la final a  Ilija Bozoljac /  Flavio Cipolla por 6-0 y 6-3.